# Дейнека Анатолій Михайлович
Анатолій Михайлович Дейнека (нар. 4 жовтня 1967, село Хотешів Камінь-Каширського району Волинської області)  — академік Лісівничої академії наук України, начальник Львівського обласного управління лісового та мисливського господарства, доктор економічних наук, професор.

## Біографія
Дейнека Анатолій Михайлович народився 4 жовтня 1967 року в селі Хотешів Камінь-Каширського району Волинської області. В 1992 році закінчив Львівський лісотехнічний інститут (тепер — Національний лісотехнічний університет України, м. Львів). Спеціальність за дипломом — «Лісове і садово-паркове господарство», кваліфікація — «Інженер лісового господарства».
Дейнека А. М. — доктор економічних наук з 2010 року. Дисертаційну роботу на тему «Методологія управління лісовим господарством на еколого-економічних засадах» захисив у Національному лісотехнічному університеті України (м. Львів). З 2010 року — професор кафедри економіки та менеджменту лісових підприємств Національного лісотехнічного університету України.
Дейнека А. М. розпочинав свою трудову діяльність у 1992 р. з посади помічника лісничого Крукеницького лісництва Самбірського держлісгоспу. В період 1993—1995 рр. працював лісничим Рудківського лісництва Самбірського державного лісомисливського господарства, в 1995—1998 рр. — лісничим Липниківського лісництва Львівського державного лісомисливського господарства, в 1998—1999 рр. — заступником Генерального директора державного лісомисливського господарського об'єднання «Львівліс».
В період 1999—2004 рр. обіймав посаду Генерального директора державного лісомисливського господарського об'єднання «Львівліс». Впродовж 2004—2005 рр. працював начальником державної інспекції з контролю за охороною, захистом, використанням та відтворенням лісів Держуправління екології та природних ресурсів у Львівській області, пізніше — заступником начальника держуправління екології та природних ресурсів у Львівській області, начальником держлісінспекції. В період 2005—2007 рр. Дейнека А. М. — начальник Львівського обласного управління лісового господарства. З липня 2007 року і по цей час займає посаду начальника Львівського обласного управління лісового та мисливського господарства. Дейнека А. М. неодноразово обирався депутатом районного та обласного рівня.

## Наукова та педагогічна діяльність
Працюючи за сумісництвом в Національному лісотехнічному університеті України України, здійснює підготовку фахівців за напрямком «Лісове та садово-паркове господарство». Викладає дисципліни — «Економіка лісового та садово-паркового господарства» та «Економіка галузі».
Основні напрямки наукових досліджень — формування і реалізація державної політики в сфері лісових відносин; ведення лісового і мисливського господарства та полювання на території Львівської області; сталий розвиток лісового господарства.
За період наукової та педагогічної діяльності Дейнека А. М. опублікував більше 30 наукових статей, є автором однієї та співавтором двох монографій. Найвагоміші серед них:
- Дейнека А. М. Лісове господарство: еколого-економічні засади розвитку: Монографія. — К.: Знання, 2009. — 350 с.
- Синякевич І. М., Соловій І. П., Врублевська О. В., Дейнека А. М. та ін. Лісова політика: теорія і практика. Монографія. — Львів: Піраміда, 2008. — 612 с.
- Дейнека А. М., Олійник І. Я., Холявка В. З., Мозіль Т. З. Методичні вказівки для проходження переддипломної практики та обґрунтування заходів у дипломних проектах студентам спеціальності 7.1304.01 «Спеціаліст з лісового господарства» та 8.1304.01 «Магістр з лісового господарства». — Львів: НЛТУ України, 2006. — 34 с.
- Дейнека А. М., Синько Є. І., Синякевич І. М., Динька П. К. Економічна ефективність інвестицій (на прикладі лісового комплексу). Львів: ТзОВ «ЗУКЦ», 2003. — 45 с.
- Дейнека А. М., Холявка В. З. Еколого-економічні умови використання лісових ресурсів в Україні. Науковий вісник: Збірник наук.-техн. праць. Львів: НЛТУ України. — 2006. — Вип. 16.5. — С. 144—148.
- Дейнека А. М. Європейські тенденції лісокористування та розвиток ринків продукції лісового сектора економіки. Лісове господарство, лісова, паперова і деревообробна промисловість // Міжвідомчий наук.-техн. зб. — Львів: НЛТУ України. — 2007. — Вип. 33. — С.139-145.

## Нагороди
За плідну роботу в лісовому господарстві Дейнека А. М. відзначений багатьма урядовими нагородами: Почесна відзнака Міністерства надзвичайних ситуацій України (2000 р.); Подяка голови Держкомлісгоспу України (2000 р., 2001 р.); Почесна грамота Держкомлісгоспу України (2001 р.); Іменний годинник Голови Держкомлісгоспу України (2002 р.); Почесна грамота Кабінету Міністрів України (2002 р.); «Відмінник лісового господарства України» (2007 р.); «Заслужений лісівник України» (2007 р.).